# 聖華尼托島

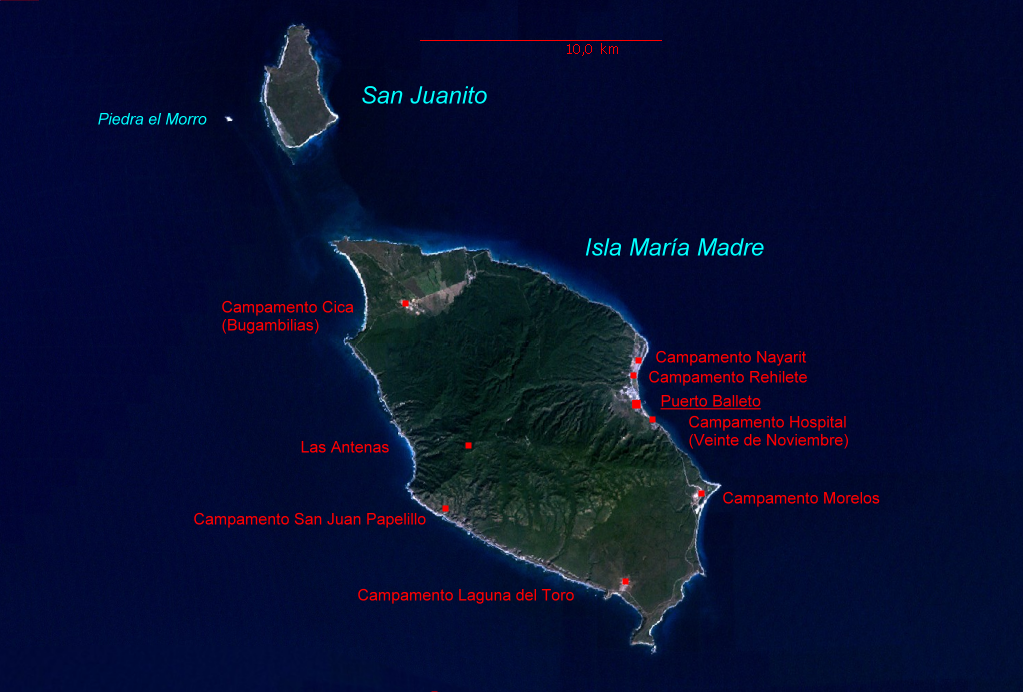

聖華尼托島是墨西哥的島嶼，位於太平洋東部海域，屬於瑪麗亞群島的一部分，由納亞里特州負責管轄，長5.1公里、寬2.6公里，面積9.11平方公里，島上無人居住。